# Tisovník
Der Tisovník ist ein 41 km langer Fluss und ein Nebenfluss des Ipeľ in der Süd-Mitte der Slowakei.
Der Fluss entspringt im Javorie-Gebirge im Massiv des Bergs Javorie (1044 m n.m.) nahe dem Weiler Blýskavica in der Gemeinde Stará Huta, auf einer Höhe von ungefähr 860 m n.m. und umrundet kurz danach den Berg Panský vršok und fließt nach Südosten. Von Horný Tisovník bis Brusník korrigiert der Fluss seine Richtung nach Süden, von dort bis zum Zusammenfluss mit dem linksseitigen Ľuboreč bei Dolná Strehová wieder nach Südosten. Bei Muľa nimmt er die rechtsseitige Stará rieka auf und 200 Meter flussabwärts mündet er in den Ipeľ, der hier einen Teil der Staatsgrenze Slowakei-Ungarn bildet.